# Az ananász incidens (Így jártam anyátokkal)
Az ananász incidens az Így jártam anyátokkal című televízió-sorozat első évadának tizedik epizódja. Eredetileg 2005. november 28-án vetítették, míg Magyarországon 2008. október 14-én. A vetítési sorrendet felcserélték "A limó" című résszel.
Ebben az epizódban Ted egy ananásszal és egy ismeretlen lánnyal ébred, és a többiek segítségével próbálja összerakni, mi történt az előző estén.

## Cselekmény
Barney, Marshall és Lily kritizálják Tedet, amiért mindent agyongondol, ahelyett, hogy spontán döntene. Sikeresen meggyőzik, hogy igyon meg ötöt a MacLaren's bár speciális koktéljából. Ted azt állítja, hogy nem fogja magát ezzel kiütni, mégis, másodpercekkel később kidől. Másnap reggel egy vadidegen lánnyal az ágyában ébred, az éjjeliszekrényen egy ananásszal, fájós térddel, és megégett kabáttal. Megkérdezi Marshallt és Lilyt, hogy mi történt előző este, ők pedig annyit mondanak csak, hogy az asztal tetején karaokézott, aztán felhívta telefonon Robint, és leesett az asztalról; ezután hazatámogatták őt. Azt viszont ők sem tudják, ki az a lány, hogy égett meg a kabátja, és főleg hogy mit keres ott az az ananász.
Ted ezért megkeresi Barney-t, aki a kádban van. Elmondása szerint ő gyújtotta fel a kabátját, mert fel akarta hívni Robint, ezután hazahozta őt. A karjára egy telefonszám van felírva arra az esetre, ha kiütné magát. Ted felhívja, és nem máshol csörög ki, mint Carl-nál, a MacLaren's pultosánál. Carl elmondja, hogy Ted a vécében hányt (amivel megtörte a saját "rókamentes móka '93 óta" rekordját), aztán elmesélte neki, mit jelent a karaoke szó, pingvineket akart látni az állatkertben, de előbb fel akart hívni valakit. Ez alapján mindenki meg van róla győződve, hogy a lány, aki Ted ágyában van, az Robin, de ahogy Ted fel akarná ébreszteni, Robin hívja telefonon.
A lány, Trudy, aki igazából az ágyban volt, elmeséli a sztori hiányzó részeit. Ted nem is hányt, ők pedig telefonszámot cseréltek. Amikor Ted később Robint akarta hívni, tévedésből Trudyt hívta. Mielőtt Robin megérkezne, Ted megkéri a lányt, hogy bújjon el, ő pedig lemászik a tűzlépcsőn. Ted így megfejti a rejtélyes estéjét, kivéve azt, hogy honnan van az ananász.

## Kontinuitás
- Barney először használja a "Megjött apuci!" kifejezést.
- Lily viccesen beszól Barneynak, és felemeli a kezét egy pacsira, de Barney nem pacsizza le, csak a fejét rázza. "A kezdetek" című részben ugyanez történt meg köztük, csak fordítva.
- Marshall szerint Carl egy vámpír. Hite a természetfelettiben "A párkereső" című részben már látható volt.

## Jövőbeli visszautalások
- A fickó, akivel Robin állítása szerint randizik, Derek, és a következő epizódban látható is lesz.
- Marshall az egyetlen, akit érdekel, honnan van az ananász. Az ételek iránti vonzalma a "Dobpergést kérek", a "Pofonadás", és a "New York legjobb hamburgere" című részekben látható.
- "A közös este" című részből kiderül, hogy Ted már korábban is hazudott a "rókamentes móka '93 óta" témájában, hiszen "A kezdetek" című epizóddal egy időben lehányta Robin lábtörlőjét.
- A "Szingliszellem", "A görcs", és a "Rossz passzban" című részekben Barney ismét használja a "Megjött apuci!" szófordulatot.
- Trudy visszatér a "Tricikli" című epizódban. A "Kacsa vagy nyúl" című részből az is kiderül, hogy időközben férjhez ment.
- A "Blitz-adás" című részben Zoey is a lakás fürdőkádjában köt ki.
- Az "Anyu és apu" című részben Lily rávilágít, hogy Ted, állítólagos nyomozói képességei ellenére, nyolc év alatt képtelen volt rájönni, honnan van az ananász.

## Érdekességek
- A kilencedik évad egyik kivágott jelenetében (a "Margaréta" című epizódból) kiderül, hogy az ananászt Ted részegen a Kapitány háza elől vette el, ahol éjszakára hagyta. Tengerészberkekben ez a hagyomány, állítása szerint, a vendégszeretet jele.
- Jövőbeli Ted azt mondja, hogy hagyott üzenetet Trudynak, aki nem hívta vissza őt. Ezzel szemben a "Tricikli" című részben Ted azért szabadkozik, mert nem hívta őt fel.
- Carter Bays egy interjúban elmondta, hogy az egyik dolog, amit a forgatókönyvírás során megtanultak ebből az epizódból, hogy nem szabad saját magukat korlátok közé zárni, és hogy nem lett volna szabad azt mondania Jövőbeli Tednek, hogy sosem jött rá, honnan van az ananász.
- Ez az epizód a legkedveltebb a rajongói értékelések alapján.

## Vendégszereplők
- Danica McKellar – Trudy
- Joe Nieves – Carl MacLaren
- Joanna Leeds – Jane

## Zene
- Cheap Trick – Voices

## Fordítás
- Ez a szócikk részben vagy egészben  a   The Pineapple Incident című angol Wikipédia-szócikk ezen változatának fordításán alapul.  Az eredeti cikk szerkesztőit annak laptörténete sorolja fel. Ez a jelzés csupán a megfogalmazás eredetét és a szerzői jogokat jelzi, nem szolgál a cikkben szereplő információk forrásmegjelöléseként.| - m - v - sz - Így jártam anyátokkal 1. évad következő »                                                                                                                                                                                                                                                                                                                                         | - m - v - sz - Így jártam anyátokkal 1. évad következő » |
| --- | -------------------------------------------------------- |
| - Az Így jártam anyátokkal epizódjainak listája |                                                          |
| - A kezdetek - A lila zsiráf - A szabadság édes íze - Az ing visszatér - Oké Király - Lotyós tök - A párkereső - A párbaj - A pulykával tömött pocak - Az ananász incidens - A limó - Az esküvő - Dobpergést kérek! - Hűha, nadrágot le! - A közös este - Cukorfalat - Élet a gorillák között - Kettő után semmi jó nem történik - Mary, az ügyvédbojtár - Életem legjobb bálja - A tej - Ne már |                                                          || - m - v - sz Így jártam anyátokkal | - m - v - sz Így jártam anyátokkal                                                                  | - m - v - sz Így jártam anyátokkal |
| ---------------------------------- | --------------------------------------------------------------------------------------------------- | ---------------------------------- |
| Epizódok                           | - 1. - 2. - 3. - 4. - 5. - 6. - 7. - 8. - 9. évad                                                   |                                    |
| Szereplők                          | - Ted Mosby - Marshall Eriksen - Robin Scherbatsky - Barney Stinson - Lily Aldrin - Tracy McConnell |                                    |
| Filmzene                           | - How I Met Your Music                                                                              |                                    |
| Kapcsolódó sorozat                 | - Így jártam apátokkal                                                                              |                                    |